# Ocnerioxa secata
Ocnerioxa secata är en tvåvingeart som beskrevs av Munro 1957. Ocnerioxa secata ingår i släktet Ocnerioxa och familjen borrflugor.
Artens utbredningsområde är Kamerun. Inga underarter finns listade i Catalogue of Life.